# José Dias
José Pedro Silva Dias (31 de agosto de 1994) es un deportista portugués que compite en ciclismo de montaña en la disciplina de campo a través. Ganó una medalla de bronce en el Campeonato Mundial de Ciclismo de Montaña en Maratón de 2021.

## Medallero internacional
| Campeonato Mundial | Campeonato Mundial | Campeonato Mundial | Campeonato Mundial |
| Año                | Lugar              | Medalla            | Competición        |
| ------------------ | ------------------ | ------------------ | ------------------ |
| 2021               | Elba (Italia)      | Medalla de bronce  | Campo a través     |